# Odd Squad – Junge Agenten retten die Welt
Odd Squad – Junge Agenten retten die Welt (Originaltitel: Odd Squad) ist eine kanadisch-amerikanische Fernsehserie. Die Erstausstrahlung erfolgte am 26. November 2014 auf TVOKids in Kanada und auf PBS in den USA.

## Handlung
Die Serie folgt den Heldentaten von Odd Squad, einer Organisation, die ausschließlich von Kindern geleitet wird und die mit mathematischen Fähigkeiten besondere Probleme löst. Insbesondere sind in der ersten Staffel in der Regel zwei Mitarbeiter der Ermittlungsabteilung der Organisation tätig, die im Bezirk 13579 der Organisation arbeiten: die Agenten Olive und Otto sowie Olympia und Otis in der zweiten Staffel. Ausgewählte Episoden zeigen andere Arten von Mitarbeitern der fiktiven Organisation, wie Sicherheitsbeamte, sogenannte „Röhrenoperatoren“ und Wissenschaftler. Die Namen der Mitarbeiter beginnen mit einer Ausnahme immer mit dem Buchstaben O.
Agenten werden normalerweise von ihrer Chefin, Frau O., Fälle zugewiesen und reisen über ein System miteinander verbundener Röhren, um an ihre Ziele zu gelangen. Sie leiten die Lösung des Problems oder die Vorgehensweise zum Zurückhalten des Täters anhand grundlegender mathematischer Prinzipien ab, die normalerweise im Mittelpunkt der Episode stehen. Oft können sie das Problem vor Ort nicht lösen und müssen zum Hauptquartier ihres Reviers oder zum „Matheraum“ zurückkehren, einem empfindungsfähigen Raum, der über große Wahrsager aus Papier kommuniziert und sie aufklappen kann, um Informationen anzuzeigen, die den Agenten helfen Zusammenhänge zu erkennen und besser zu lösen. Agenten verwenden neben Mathematik auch „Gadgets“, die von den Wissenschaftlern entwickelt wurden. In der ersten Staffel leitet Agent Oscar das Labor und gewinnt in der zweiten Staffel einen Assistenten, Agent Oona, der schließlich das Labor übernimmt, nachdem Oscar befördert wurde. Die Charaktere müssen sich auch mit einer Vielzahl von wiederkehrenden Bösewichten auseinandersetzen, die ihre Handlungen oft mathematisch durcheinander bringen.
Das Siegel des Odd Squad-Hauptquartiers zeigt einen Jackalope mit einem Schild davor (mit einem Bild des Siegels – ein Beispiel für den Droste-Effekt) und Bananen auf jeder Seite.

## Besetzung
Die deutsche Synchronfassung stammt von dem in Hamburg ansässigen Synchronstudio Digital Media Technologie GmbH. Ulrike Lau und Peer Pfeiffer zeichnen für das Dialogbuch verantwortlich, Astrid Kollex führte Dialogregie.
| Darsteller        | Rolle         | Synchronsprecher |
| ----------------- | ------------- | ---------------- |
| Millie Davis      | Ms. O         | Kassandra Ullmer |
| Sean Michael Kyer | Agent Oscar   | Jacob Neise      |
| Dalila Bela       | Agent Olive   | Undine Ullmer    |
| Filip Geljo       | Agent Otto    | Jonas Herrmann   |
| T.J. McGibbon     | Matheraum     | Elise Eikermann  |
| Anna Cathcart     | Agent Olympia |                  |
| Isaac Kragten     | Agent Otis    |                  |
| Olivia Presti     | Agent Oona    |                  |
| Peyton Kennedy    | Dr. O         |                  |

## Hintergrund
Die Serie wird produziert von Sinking Ship Entertainment und The Fred Rogers Company. Sie richtet sich an 5- bis 8-Jährige und soll deren Fähigkeiten im Bereich der Mathematik und der Zusammenarbeit fördern.

## Rezeption
Forbes-Mitarbeiter Andy Robertson bezeichnete die Serie als „weird and wonderful combination of oddness, kids in charge, gadgets and math“ (sinngemäß übersetzt: „seltsame und wunderbare Kombination aus Eigenartigkeit, Kindern, die das Sagen haben, Gadgets und Mathematik“). Seine Kinder würden normalerweise Sendungen mit Bildungsanspruch meiden, aber in diesem Fall eine Ausnahme machen aufgrund der starken Charaktere, den Spezialeffekten und Gadgets sowie dem wie zufällig auftretenden Humor, der bei ihnen und Robertson selbst gut ankäme. Dabei sei der Enthusiasmus für die Serie nicht auf seine Familie begrenzt, so habe sie im Januar 2015 insgesamt 70 Millionen Views erhalten.
Auch Patrick Kevin Day stellte in der Los Angeles Times fest, dass die Odd-Squad-Folgen zwar eine Bildungskomponente hätten, aber die rudimentären mathematischen Lektionen nicht den allgemeinen Eindruck von Spaß stören würden. Das Konzept von Organisationen, die unerklärliche Fälle aufklären, sei altbekannt von Sendungen wie Akte X – Die unheimlichen Fälle des FBI und Men in Black, wobei hier das Ersetzen der Erwachsenen durch Kinder die Sache angenehmer machen würde. Ein potentielles Problem sah er darin, dass die Darsteller schnell zu alt für die Serie werden könnten.

## Auszeichnungen (Auswahl)
Die Serie war mehrfach für den Canadian Screen Award nominiert und gewann diesen 2016 in der Kategorie „Best Pre-School Program or Series“, 2017 in „Best Children's or Youth Fiction Program or Series“ und 2018 in „Best Children's or Youth Fiction Program or Series“, „Best Writing in a Children's or Youth Program or Series“ (Drehbuch) sowie „Best Cross-Platform Project - Children’s and Youth“.
Bei den Daytime Emmy Awards war die Serie ebenfalls mehrfach nominiert und gewann 2016 in den vier Kategorien „Outstanding Writing in a Children's or Pre-School Children's Series“ (Drehbuch), „Outstanding Directing in a Children's or Pre-School Children's Series“ (Regie), „Outstanding Costume Design/Styling“ und „Outstanding Hairstyling“. 2017 wurde sie in fünf Kategorien ausgezeichnet: „Outstanding Performer in a Children’s, Pre-School Children's or Family Viewing Program“ (für Darsteller Isaac Kragten), „Outstanding Costume Design/Styling“, „Outstanding Hairstyling“ und „Outstanding Makeup“. Nachdem die Serie 2018 bei den Daytime Emmys Awards nur Nominierungen erhalten hatte, gewann sie 2019 in den drei Bereichen „Outstanding Children’s or Family Viewing Series“, „Outstanding Directing for a Children’s, Preschool Children’s or Family Viewing Program“ und „Outstanding Writing for a Children’s, Preschool Children’s, Family Viewing“.